# Hack d'Ailly
Hack Oscar Edvard d'Ailly, född den 14 oktober 1829 i Karlskrona, död den 26 september 1896 i Stockholm, var en svensk militär. Han var bror till August d'Ailly och farbror till Adolf d'Ailly.
d'Ailly utnämndes till kammarherre 1861. Han blev kapten vid Första livgrenadjärregementet 1863, major där 1871 och överstelöjtnant där 1880. d'Ailly blev sekundchef vid Livregementets grenadjärkår 1881. Han befordrades till överste 1882 och var chef för Jönköpings regemente 1884–1892. d'Ailly blev riddare av Vasaorden 1862 och av Svärdsorden 1870 samt kommendör av första klassen av sistnämnda orden 1889.